# Albert Lavignac

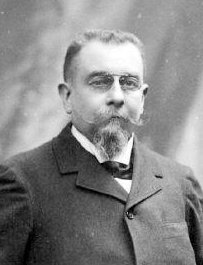
Albert Lavignac

Alexandre Jean Albert Lavignac (* 21. Januar 1846 in Paris; † 28. Mai 1916 ebenda) war ein französischer Musikwissenschaftler und Komponist.

## Leben
Lavignac studierte bei Antoine François Marmontel, François Benoist und Ambroise Thomas am Pariser Konservatorium, wo er später als Professor für Harmonielehre wirkte. Bekannt wurde er vor allem durch seine musiktheoretischen Schriften. La Musique et les Musiciens sowie die mehrbändige Encyclopédie de la Musique sind beide online verfügbar.
Seine Kompositionen hingegen sind weitgehend vergessen, lediglich sein Galop Marche für Klavier zu acht Händen wird häufig aufgeführt.

## Schüler (Auswahl)
| - Amédée Henri Gustave Noël Gastoué (1873–1943) - Reynaldo Hahn (1874–1947) | - Claude Debussy (1862–1918) - Vincent d’Indy (1851–1931) - Philipp Jarnach (1892–1982) - Augusto Machado (1845–1924) | - Gabriel Pierné (1863–1937) - Florent Schmitt (1870–1958) |

## Schriften  (Auswahl)
als Autor
- Cours complet théoretique et pratique de dictée musicale. 1882.
- École de la pédale. 1889.
- La musique et les musiciens. 1895.[1]
- Le voyage artistique à Bayreuth. 1897.

als Herausgeber
- Encyclopédie de la musique et dictionnaire du conservatoire, 1913ff.